# Episodi di Imposters (prima stagione)
La prima stagione della serie televisiva Imposters, composta da 10 episodi, è stata trasmessa negli Stati Uniti, da Bravo, dal 7 febbraio all'11 aprile 2017.
In Italia la stagione è stata trasmessa dal 25 settembre al 27 novembre 2017 su Premium Stories. in chiaro verrà trasmessa su Top Crime dal 4 gennaio 2019 in prima serata.
| n° | Titolo originale                       | Titolo italiano                      | Prima TV USA     | Prima TV Italia   |
| -- | -------------------------------------- | ------------------------------------ | ---------------- | ----------------- |
| 1  | My So-Called Wife                      | La mia falsa moglie                  | 7 febbraio 2017  | 25 settembre 2017 |
| 2  | My Balls, Dickhead                     | Bersaglio mobile                     | 14 febbraio 2017 | 2 ottobre 2017    |
| 3  | We Wanted Every Lie                    | Maddie e le sue bugie                | 21 febbraio 2017 | 9 ottobre 2017    |
| 4  | Cohen. Lenny Cohen.                    | Cohen, Lenny Cohen                   | 28 febbraio 2017 | 16 ottobre 2017   |
| 5  | Is a Shark Good or Bad?                | È uno squalo buono o cattivo?        | 7 marzo 2017     | 23 ottobre 2017   |
| 6  | The Maddie Code                        | Il codice Maddie                     | 14 marzo 2017    | 30 ottobre 2017   |
| 7  | Frog-Bikini-Eiffel Tower               | Il Laneview Club                     | 21 marzo 2017    | 6 novembre 2017   |
| 8  | In the Game                            | Nel gioco                            | 28 marzo 2017    | 13 novembre 2017  |
| 9  | Ladies and Gentlemen, The Doctor Is In | Signore e signori, ecco il dottore   | 4 aprile 2017    | 20 novembre 2017  |
| 10 | Always Forward, Never Back             | Mai guardare indietro, sempre avanti | 11 aprile 2017   | 27 novembre 2017  |